# Naiopegia xiphagrostis
Naiopegia xiphagrostis is een pissebed uit de familie Phreatoicidae. De wetenschappelijke naam van de soort is voor het eerst geldig gepubliceerd in 2002 door Wilson & Keable.